# David eller Goliath
David eller Goliath er en dansk dokumentarfilm fra 1988 med instruktion og manuskript af Anne Regitze Wivel.

## Handling
En film om verdenspressen i Jerusalem, optaget i Beit Agron, som er regeringens pressehus. De medvirkende korrespondenter følger den israelsk-palæstinensiske konflikt på tæt hold og er afhængig af informationer fra pressehuset, hvor chefen er journalist af uddannelse, men også regeringens mand. Hvordan får de verdenspressen til at tegne et positivt billede af Israel, når pressefriheden indskrænkes? Filmen er optaget i marts 1988, hvor den palæstinensiske opstand i de besatte områder var tre måneder gammel.